# NGC 999
NGC 999 est une galaxie spirale intermédiaire située dans la constellation d'Andromède. NGC 999 a été découverte par l'astronome français Édouard Stephan en 1871.

## Caractéristiques
Sa vitesse par rapport au fond diffus cosmologique est de 4 192 ± 32 km/s, ce qui correspond à une distance de Hubble de 61,8 ± 4,4 Mpc (∼202 millions d'al).
La classe de luminosité de NGC 999 est I.

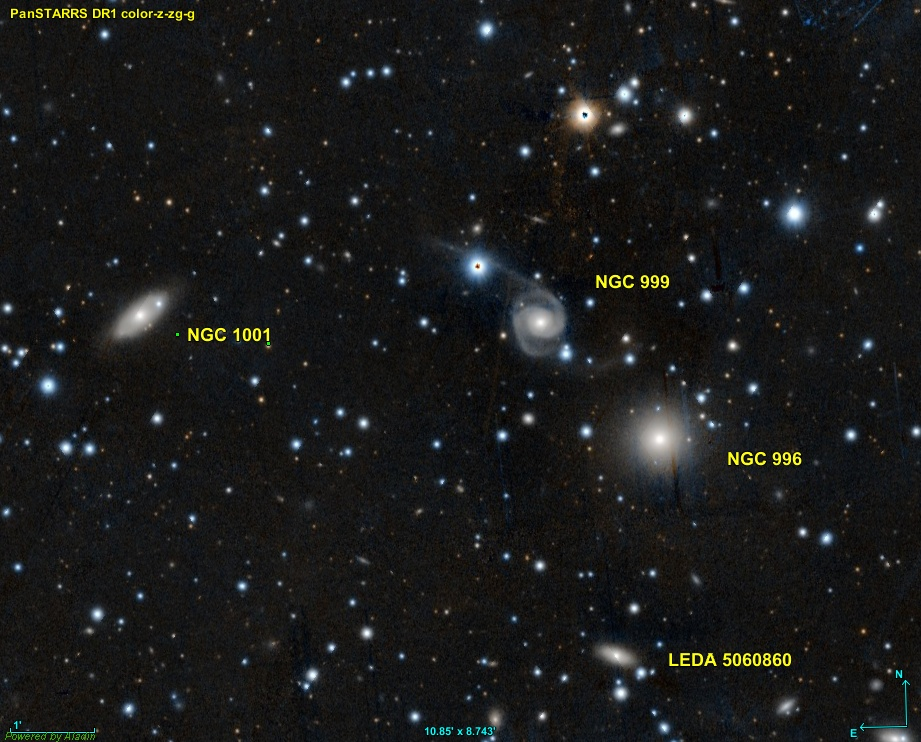
Plusieurs galaxies sont située dans la même région de la sphère céleste que NGC 999.

## Paire de galaxies

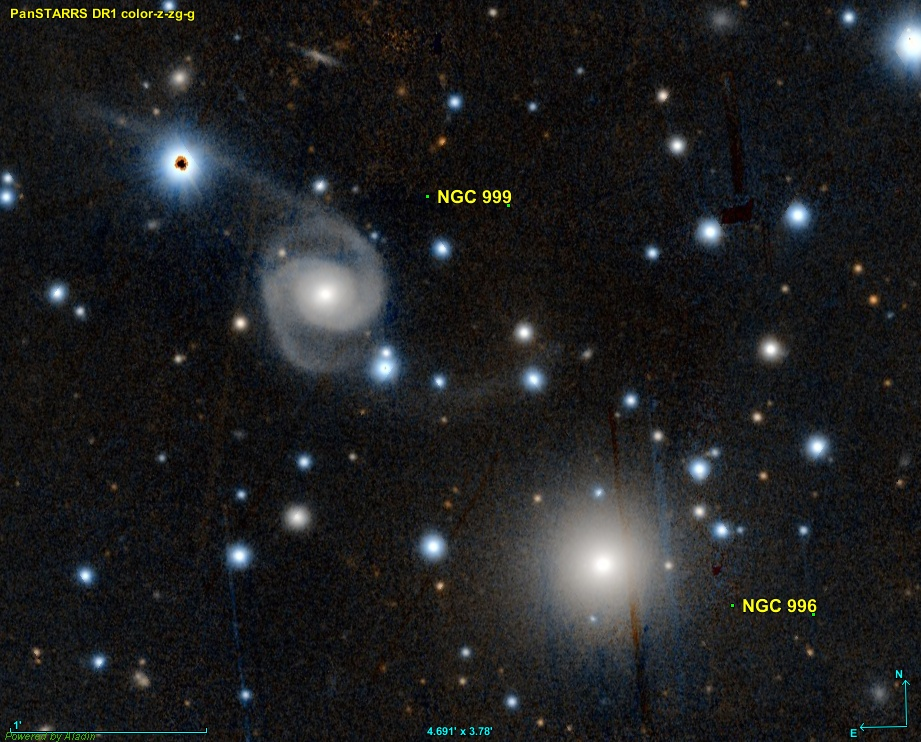
La paire de galaxie NGC 996 et NGC 999.

NGC 996 et NGC 999 sont rapprochées sur la sphère céleste et elles sont à peu près à la même distance de la Voie lactée. Elles forment donc une paire de galaxies et elles sont peut-être en interaction gravitationnelle, bien que rien ne semble l'indiquer sur l'image.